# ウェブ (バンド)
ウェブ（The Web）はイギリスのジャズ・ロック／ブルースのバンド。

## 概要
ウェブは、アメリカ西海岸のグルーヴとイギリスのプログレッシブ・ロック初期のスタイルを併せ持ったバンドだった。イギリスのサイケデリック・シーンから派生した彼らのスタイルは、「雰囲気がある」「ふさぎこんだ」「憂鬱な」「暗い」と表現されることが多い。彼らは初め、アフリカ系アメリカ人の歌手、ジョン・L・ワトソン（John L. Watson）をフロントに据え、『フリー・インターロッキング』（1968年）と『ゴライアス・バードイーター』（1970年）の2枚のアルバムを発表した。
バンドはワトソンのボーカル・スタイルと相容れないプログレッシブ・ロック・サウンドを掘り下げるようになり、ワトソンをソロに転向させ、鍵盤奏者・ボーカリストのデイヴ・ローソンを加入させた。定冠詞「The」を取り去った「Web」に名前を変えるだけで、バンドは3枚目のアルバム『アイ・スパイダー』（1970年）に、新しいジャズ・プログレッシブ音楽を完全に取り入れることができた。
サクソフォン・フルート奏者のトム・ハリス脱退後、バンドは再び名前を変えサムライとなった。 1971年にセルフ・タイトルを冠した最初で最後のアルバムを発表。財政的な苦境やさまざまな認識不足によってバンドが衰退したため、デイヴ・ローソンはグリーンスレイドへの加入を受け入れた。

## 来歴
- 1967年

ジョン・L・ワトソン、トム・ハリス、トニー・エドワーズ、ジョン・イートン、ディック・リー・スミス、レニー・ライト、ケニー・ビヴァレッジにより結成。
- 1968年

ファースト・アルバム『フリー・インターロッキング』録音。
- 1970年

セカンド・アルバム『ゴライアス・バードイーター』録音。
ワトソン、スミス脱退。
デイヴ・ローソン加入、イートンがベースに転向。
サード・アルバム『アイ・スパイダー』録音。
- 1971年

ほぼ第2期メンバーでサムライを結成。1stアルバム『サムライ』録音。
- 1972年

ローソンがグリーンスレイドを結成。
- 1976年

ローソンがグリーンスレイドを脱退、スタックリッジに加入。

## メンバーと担当楽器

### 第1期 1967年-1970年
- ジョン・L・ワトソン (John L. Watson) - vocal/flute(2nd)/sax(2nd)
- トム・ハリス (Tom Harris) - sax/flute
- トニー・エドワーズ (Tony Edwards) - guitar
- ジョン・イートン (John Eaton) - guitar
- ディック・リー・スミス (Dick Lee-Smith) - bass guitar
- レニー・ライト (Lennie Wright) - drums/vibraphone/percussion
- ケニー・ビヴァレッジ (Kenny Beveradge) - drums/percussion

+
- G・ベック (G.Beck) - piano(ゲスト/2nd)
- M・ソルトピーター (M.Saltpeter) - violin(ゲスト/2nd)
- strings (ゲスト/1st,2nd)

『フリー・インターロッキング』『ゴライアス・バードイーター』録音。

### 第2期 1970年
- デイヴ・ローソン (Dave Lawson) - organ/piano/harpsichord/mellotron/vocal
- トム・ハリス (Tom Harris) - sax/flute
- トニー・エドワーズ (Tony Edwards) - guitar
- ジョン・イートン (John Eaton) - bass guitar
- レニー・ライト (Lennie Wright) - drums/vibraphone/percussion
- ケニー・ビヴァレッジ (Kenny Beveradge) - drums/percussion

『アイ・スパイダー』録音。 

### サムライ(Samurai) 1971年
- デイヴ・ローソン (Dave Lawson) - organ/piano/harpsichord/mellotron/vocal
- トニー・エドワーズ (Tony Edwards) - guitar
- ジョン・イートン (John Eaton) - bass guitar
- レニー・ライト (Lennie Wright) - vibraphone/drums/percussion
- ケニー・ビヴァレッジ (Kenny Beveradge) - drums

+
- トニー・ロバーツ (Tony Roberts) - sax/flute/clarinet(ゲスト/1st)
- ドン・フェイ (Don Fay) - sax/flute(ゲスト/1st)

『サムライ』録音。

## ディスコグラフィ

### スタジオ・アルバム
- 『フリー・インターロッキング』 - Fully Interlocking (1968年 第1期)
- 『ゴライアス・バードイーター』 - Theraphosa Blondi (1970年 第1期) ※2008年版CDに1970年の第1期のライヴ音源「Afrodisiac」「Newspecs」を収録
- 『アイ・スパイダー』 - I Spider (1970年 第2期) ※2008年版CDに1971年の第2期ライヴ音源「Concerto For Bedsprings」「Love You」を収録
- 『サムライ』 - Samurai (1971年) ※サムライ名義。1996年版CDに1971年のライヴ音源「Give A Little Love」「Holly Padlock」「More Rain」「Concerto For Bedsprings」「Love You」を収録

### シングル
- Hatton Mill Morning / Conscience (1968年 第1期)
- Baby, Won't You Leave Me Alone / McVernon Street (1968年 第1期)
- Monday To Friday / Harold Dubbleyew (1969年 第1期)